# 클라비코드

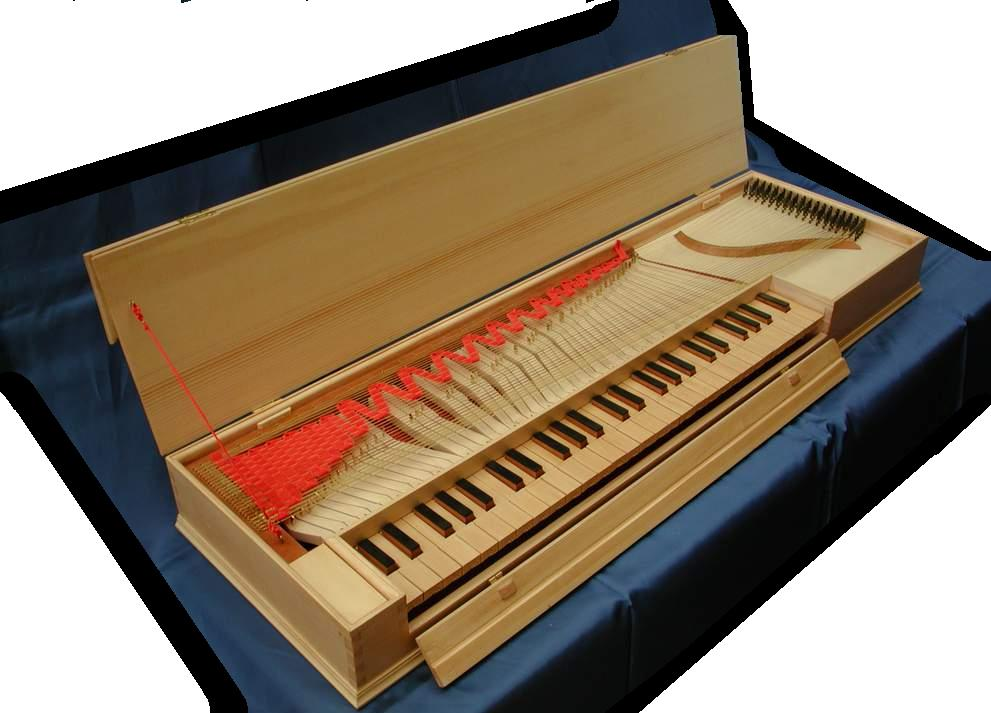

클라비코드(Clavichord)는 16세기부터 19세기 초엽에 걸쳐 유럽에서 널리 쓰인 유건타현악기(有鍵打絃樂器)(건반이 있어 현을 치는 악기, 피아노 따위)이다. 오르간 외에 바로크 음악에 보통 쓰인 건반악기는 클라비코드와 쳄발로의 두 가지이다. 쳄발로와 함께 피아노가 생기기 이전에 가장 애용된 건반악기이다.
클라비코드는 건반을 누르면 일종의 지렛대가 움직여 그 끝에 붙어 있는 탄젠트라고 하는 놋쇠막대로 현이 구분되어 필요한 음높이를 만들면서 동시에 가볍게 현을 때려 진동시키게 장치되었다. 구조는 모든 건반악기 중에서 가장 단순한 것으로 외관은 직사각형의 상자형으로 가로 150cm, 세로 50cm, 깊이 15cm 정도의 것이 표준이며, 소형은 발이 없다.
그 특징은 음량은 매우 작으나 음에 셈여림의 자유로운 변화를 줄 수 있고 부드러운 음빛깔과 더불어 표정이 풍부한 노래하는 듯한 가락을 낼 수 있다는 점에 있다. 그러나 음량이 약하기 때문에 연주회장이나 합주에는 적합하지 못하다. 그러나 그의 섬세한 음빛깔의 음영과 셈여림의 변화를 줄 수 있는 점은 쳄발로보다 우수하여 바흐 등은 이 악기를 좋아해서 〈평균율 클라비어곡집〉이나 2성 3성의 〈인벤션〉은 클라비코드의 작품이다. 클라비코드는 고대 그리스의 모노코드에서 발달한 것으로 보고 있다. 그 뒤 현의 수효가 증가하였고 마니코르디움(manichordium), 또는 클라비코르디움(clavichordium)이라고 하였다.
탄젠트가 붙어 있는 건반이 쓰이기 시작한 것은 14세기 후반이라고 한다. 클라비코드는 16세기의 에스파냐, 17, 18세기의 독일에서 가장 많이 쓰였으나 프랑스, 영국, 플랑드르에서는 버지널이나 쳄발로가 더욱 많이 쓰였다.

## 참고 자료
- 이 문서에는 다음커뮤니케이션(현 카카오)에서 GFDL 또는 CC-SA 라이선스로 배포한 글로벌 세계대백과사전의 내용을 기초로 작성된 글이 포함되어 있습니다.